# Mesochorus concavus
Mesochorus concavus là một loài tò vò trong họ Ichneumonidae.